# Vergilii död
Vergilii död (Der Tod des Vergil) är en roman skriven på tyska av den österrikiske författaren Hermann Broch. Det tyska originalet publicerades 1945 och den första svenska översättningen 1966. Romanens stil och komplicerade litterära allusioner är influerade av James Joyces modernistiska stil.
Broch började skriva romanen 1936, fortsatte arbetet 1938 – även då han satt inspärrad i fängelse i Bad Aussee i tre veckor – och avslutade den i USA där den publicerades 1945 på tyska och engelska.
Romanen har betraktats som stor men svår.[källa behövs] "Vergilii" är en latinsk genitivform av Vergilius, namnet på romanens huvudfigur.

## Handlingen
I romanen blandas verklighet och hallucinationer, poesi och prosa oupplösligt. Den utspelar sig under den romerske poeten Vergilii sista timmar i livet i hamnen i Brundisium (Brindisi), där han gör Augustus sällskap. Besviken på kejsaren, beslutar han sig för att bränna sitt verk Aeneiden och han förlikar sig slutligen med sitt öde. Medan han dör återupplever Vergilius sitt liv och den tid han lever i. Poeten befinner sig mellan liv och död på samma sätt som kulturen är på gränsen mellan den hedniska och den kristna epoken. Under sina reflektioner inser Vergilius att historien befinner sig vid en brytpunkt och att han kan ha förfalskat verkligheten i sina försök att skapa något vackert.